# Neridomidae
De Neridomidae zijn een familie van uitgestorven weekdieren uit de klasse van de Gastropoda (slakken).

## Geslacht
- Neridomus J. Morris & Lycett, 1851 †